# Єлисаветградський водогін
Єлисаветградський водогін — водогінна система, запущена в місті Єлисаветграді (сучасний Кропивницький) 1893 року, яка є предвісницею сучасних водогінних комунікацій цього обласного центру України.  

## З історії питання
Відомо, що проблематику спорудження водогону в Єлисаветграді було здійнято ще в 1870-і роки. 
Проте перше документальне свідчення планів з будівництва водогінної системи відноситься до 3 червня 1880 року, коли це питання обговорювалося на засіданні міської управи. На цьому засіданні питання щодо доцільності відкриття в місті водогону було внесено на обговорення міським головою Олександром Пашутіним. Відтак, постановили створити комісію на чолі Голови та гласних Г.Я. Близніна, М.Б. Баушартена, І.М. Макєєва, священика Парфьонова та ін, якій було виділено близько 5 000 карбованців для пошуків води і розробки технічного проекту водогону.
Інженер-технолог М.І. Алтухов зобов'язався за 4 000 карбованців здійснити визначення кількості і якості води джерел Озерної Балки, з колодязів на березі Інгулу, а також нівелювання міста в розмірах, необхідних для складання проекту міського водогону в межах до 30 верст.
Творцям єлисаветградського водогону довелося розв'язувати чимало проблем, в т.ч. і фінансову — відтак, через брак коштів роботи із запуску водогону відклали до 1891 року. 
Нарешті 1893 року спорудження водогону було завершено. Загальна вартість його будівництва склала 276 462 крб. 68 коп. Додаткові ж витрати з підвищення якості води здійснювалися вже за рахунок інженера Алтухова. Характеристики запущеного водогону були такі — 15 верст і 127,6 сажня завдовжки, 146 пожежних кранів і 95 дворових водогонів на всій довжині. 
1 квітня 1896 року єлисаветградський водогін згідно з контрактом перейшов у відання міського управління. Тоді ж міською водогінною конторою мережа вуличних труб була збільшена до 17 верст 20 сажнів, кількість пожежних кранів — до 167, а дворових водогонів — до 160.

## Джерело
- Інформація про місто Кропивницький на офіційному вебсайті Кіровоградської міської ради